# NGC 5735
NGC 5735 este o liner situată în constelația Boarul. A fost descoperită în 17 mai 1784 de către William Herschel.